# Ermitori de la Magdalena
L'Ermitori de la Magdalena és un edifici d'ús religiós del municipi de Castelló de la Plana (la Plana Alta), declarat Bé d'Interès Cultural (BIC) i situat a un turó als afores de la ciutat des d'on s'alça per sobre de la Plana de Castelló.
L'edifici actual és del segle xv i forma un conjunt amb les restes del Castell de Fadrell i l'entorn natural del turo on cada any es celebra la popular romeria de les Canyes en el marc de les Festes de la Magdalena.

## Edifici
L'ermita es troba excavada en la pedra dins del que antigament va ser un dels aljubs del Castell Vell i la torre del campanar es va construir usant part d'una de les torres. La primera referència documentada d'una processó cap a l'ermita del Castell Vell data de 1375 quan la ciutat es trobava afectada per un brot de pesta negra. D'aquesta ermita inicial no s'han trobat restes ni es coneix la seva ubicació.
L'ermita actual va ser construïda a partir de 1451 per un frare anomenat Antoni, conegut com el Frare Barbut i que va pertànyer al Monestir de Santes Creus. És per això que l'ermita compta amb altars dedicats a Santa Maria Magdalena i a Sant Bernat de Claravall, fundador de l'ordre del Cister, a la qual va pertànyer aquest frare. La construcció de l'ermita va comptar amb les aportacions dels castellonencs i les castellonenques pel que l'arquebisbat de Tarragona va atorgar indulgències a aquelles persones que contribuïssen en la construcció del nou ermitori.
En 1455 es construeix el pòrtic i en 1456 la capella, dotant a l'altar major d'un retaule de fusta. En el segle xvii es construeix la cuina i en el segle xviii l'hostalatge per a acollir als pelegrins que acudien a l'ermita. Totes aquestes obres i el manteniment de l'ermita el realitza el Consell Municipal de Castelló que era el propietari de l'ermita.
En 1745 l'ermita es trobava en molt mal estat de conservació, per la qual cosa es van suspendre els romiatges que es realitzaven periòdicament. En 1758 es va reconstruir l'edifici sota la direcció del mestre d'obres Vicent Pellicer dotant-lo de la configuració que coneixem avui en dia.
Per al VII centenari de la fundació de la ciutat, en 1952, es realitzen obres de manteniment i en 1988 es restauren novament els murs exteriors de l'edifici.
La planta interior és irregular a causa del reaprofitament de l'estructura. L'espai es divideix en dues naus paral·leles, separades per arcs molt rudimentaris i coberta amb volta de canó. En un dels murs es troben conservades pintures del segle xiv. En l'altar de Santa Maria Magdalena es troba un oli sobre taula imitant ceràmica que representa la santa, obra de Joan Baptista Porcar Ripollés de 1940.

## Paratge
L'ermitori i el seu paratge representen per a la ciutat de Castelló un espai molt valuós com a espai d'ús públic amb múltiples funcions: lloc de culte, d'esplai, de gaudi paisatgístic i de coneixement del patrimoni cultural. És per aquest motiu que va estar declarat paratge natural municipal el 2006.